# Pyrausta
Pour l'insecte mythologique, voir Pyrauste.
Genre
Pyrausta est un genre d'insectes de l'ordre des lépidoptères (papillons), de la famille des Crambidae.

## Liste des espèces rencontrées en Europe
- Pyrausta acontialis (Staudinger, 1859)
- Pyrausta aerealis (Hübner, 1793)
- Pyrausta amatalis Rebel, 1903
- Pyrausta aurata (Scopoli, 1763)
- Pyrausta castalis Treitschke, 1829
- Pyrausta cingulata (Linnaeus, 1758)
- Pyrausta coracinalis Leraut, 1982
- Pyrausta despicata (Scopoli, 1763)
- Pyrausta falcatalis Guénée, 1854
- Pyrausta limbopunctalis (Herrich-Schäffer, 1849)
- Pyrausta nigrata (Scopoli, 1763)
- Pyrausta obfuscata (Scopoli, 1763)
- Pyrausta ostrinalis (Hübner, 1796)
- Pyrausta pellicalis (Staudinger, 1871)
- Pyrausta porphyralis (Denis & Schiffermüller, 1775)
- Pyrausta purpuralis (Linnaeus, 1758)
- Pyrausta rectefascialis Toll, 1936
- Pyrausta sanguinalis (Linnaeus, 1767)
- Pyrausta trimaculalis (Staudinger, 1867)
- Pyrausta virginalis Duponchel, 1832